# Carcharhinus leucas
El tiburón sarda (Carcharhinus leucas), también llamado tiburón lamia, es una especie de elasmobranquio carcarriniforme de la familia de los carcarrínidos. Tolera muy bien el agua dulce, por lo que es uno de los pocos tiburones que remonta los estuarios para alcanzar aguas dulces de los ríos. Llega a medir hasta 3,4 m de largo.

## Nombre común
Carcharhinus leucas, conocido en países de habla inglesa como bull shark, no debe ser confundido por esta razón con Carcharias taurus (conocido en español como tiburón tigre de arena, tiburón toro o jaquetón tigre, con quien no comparte siquiera orden taxonómico). Aplicar en este caso una traducción literal de su nombre común entre estos idiomas es un error frecuente que confunde especies muy distintas.Es muy importante evitar la ambigüedad entre estas especies que ni siquiera son filogenéticamente cercanas (el último antepasado común de estas dos especies existió hasta hace 140 millones de años).

## Distribución
Puede encontrarse río adentro en el Amazonas en Sudamérica llegando hasta el norte de Perú. También se le puede  encontrar en el río Zambeze (por lo que se le llama también tiburón del Zambeze) y en el Limpopo en África, en el Lago Cocibolca en Nicaragua, canales de Tortuguero en Costa Rica, en el Brisbane de Australia y en el Ganges en la India. En el Pacífico se le encuentra desde Baja California hasta Perú y Taiwán, hasta Australia y Nueva Zelanda. En el Atlántico desde las Antillas, Colombia y Venezuela hasta Brasil.

## Historia natural
Se alimenta de todo tipo de animales, incluidos otros tiburones. Puede ser peligroso para el ser humano, porque caza en lugares donde suelen nadar las personas. La habilidad que tiene este tiburón de poder entrar en agua dulce es gracias a una glándula especial que tienen en el riñón que les permite contener el agua salada en su organismo y expulsar el agua dulce, lo cual sería fatal para otras especies de tiburones. El agua dulce hace que las células de otros tiburones exploten causándoles la muerte. Estos tiburones pueden mantenerse en los ríos, lagunas y estuarios cerca de un año o más, lo cual les permite acercarse más al ser humano. Un estudio de 2012 reveló que el tiburón sarda es el tiburón con la mayor fuerza de mordida con unos 612 kg de fuerza para un ejemplar adulto.
Se sabe que este tiburón en épocas de apareamiento es uno de los animales con los niveles más altos de testosterona, incluso más alto que los de un elefante africano macho y además en celo, lo cual lo hace un animal extremadamente territorial.[cita requerida]
El tiburón sarda tiene en la parte superior de su cuerpo un color verduzco y café claro, ideal para los hábitats en el que se encuentra. Las madres de los tiburones sarda dan a luz en los estuarios, donde las crías crecen y se desarrollan para poder alcanzar mayor tamaño y posteriormente salir al mar.

## Ataques a humanos

Recreación de un tiburón sarda en comparación con un ser humano promedio.

El tiburón sarda no tiene una reputación de devorador de hombres tan exagerada como la de su pariente, el gran tiburón blanco (Carcharodon carcharias), pero su capacidad para entrar en ríos y aguas poco profundas, donde caza, hacen que este tiburón sea el responsable de la mayoría de los ataques a humanos. A menudo se acerca demasiado a los buzos. Los ataques son muy raros, pero en algunos mares se han puesto algunas redes para indicar hasta donde puede nadar la gente. La International Shark Attack File (ISAF) contabiliza, entre el año 1580 hasta el día de hoy, un total de 119 ataques confirmados del tiburón sarda a los seres humanos.

## Enemigos naturales

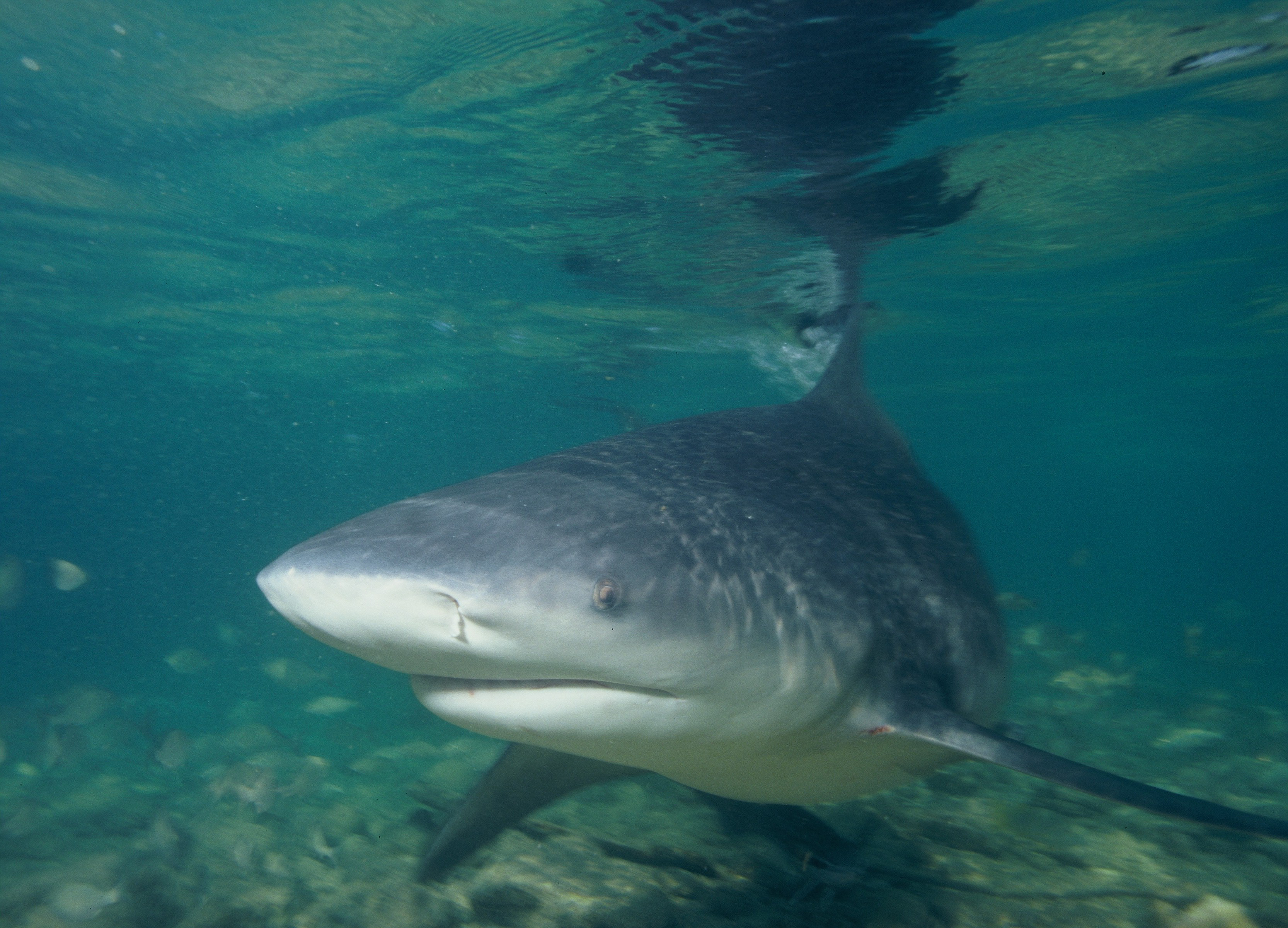
Tiburón sarda en las Bahamas.

Los humanos son la mayor amenaza para los tiburones sarda. Los tiburones más grandes, como el tiburón tigre y el gran tiburón blanco, pueden atacarlos, pero generalmente solo se dirigen a los juveniles. Los cocodrilos pueden ser una amenaza para los tiburones sarda en los ríos. Se han observado cocodrilos de agua salada depredando tiburones sarda en los ríos y estuarios del norte de Australia, y se informó que se avistó a un cocodrilo del Nilo devorando a un tiburón sarda en Sudáfrica.

## En la cultura popular
A partir del año 2011, el tiburón lamia aparece retratado en el reverso de los billetes de ₡2000 de Costa Rica.
En el videojuego Maneater, el tiburón que controla el jugador es parte de la especie de los tiburones lamia.
Aparece en el videojuego Hungry Shark World como personaje jugable.